# Louis Cardiet
Louis Cardiet (ur. 20 stycznia 1943 w Quimperlé, zm. 28 kwietnia 2020) – francuski piłkarz, występujący na pozycji obrońcy.
Z zespołem Stade Rennais dwukrotnie zdobył Puchar Francji (1965, 1971). W latach 1965–1967 rozegrał 6 meczów w reprezentacji Francji.